# Daniel Rapin
Daniel Rapin ( 1799 - 1882 ) fue un farmacéutico y botánico suizo. Trabajó en farmacias de Friburgo, Ginebra, Payerne, de Suiza, y en Estrasburgo de Francia.
Su herbario fue donado en 1898 a la Universidad de Ginebra, por su hijo.

## Algunas publicaciones

### Libros
- 1827. Esquisse de l'histoire naturelle des plantaginées (Boceto de la historia natural de Plantagineae). Ed. ASociété linnéenne. 55 pp.en línea
- 1846. Méthode analytique pour les plantes phanérogames extrait de la flore français de De Candolle (Método de análisis para plantas fanerógamas extraídas de la flora francesa de De Candolle). Ed. Aigroz. 327 pp.
- 1849. Flore des plantes vénéneuses de la Suisse: contenant leur description, l'époque de leur floraison, les lieux où elles croissent naturellement, l'indication de celles qui sont employées en médecine, les symptômes qu'elles produisent sur l'économie animale, et les premiers soins à donner dans les ... (Flora de plantas venenosas de Suiza: conteniendo su descripción, época de floración, lugares donde crecen de manera natural, una indicación de los usos empleados en medicina, los síntomas que producen en la economía animal, y los primeros auxilios a ceder ...) Ed. L. Gueissaz. 116 pp.
- 1862. Le Guide Du Botaniste Dans Le Canton de Vaud. Reedición de Kessinger Publishing, de 2010. 798 pp. ISBN 978-1-160-15947-0 (edición de 1842
- 1862. Comprenant en outre le Bassin de Genève et le cours inférieur du Rhône en Valais (Incluye también la cuenca de Ginebra y el Ródano en el Valais inferior). 772 pp.

## Honores

### Eponimia
Género
- (Lamiaceae) Rapinia Montrouz.[1]

Especies
- (Brassicaceae) Dentaria × rapini Rouy & Foucaud[2]

- (Lamiaceae) Vitex rapini Beauvis.[3]

- (Rosaceae) Rosa rapini Boiss. & Balansa[4]

- (Salicaceae) Salix rapini Ayasse[5]

- (Valerianaceae) Valeriana rapini Maillefer[6]

- La abreviatura «Rapin» se emplea para indicar a Daniel Rapin como autoridad en la descripción y clasificación científica de los vegetales.[7]